# BreadTube
BreadTube ali LeftTube je ohlapna in neformalna skupina ustvarjalcev spletnih vsebin, ki ustvarjajo video vsebine, pogosto video eseje in pretoke v živo iz socialističnih, komunističnih, anarhističnih in drugih levičarskih perspektiv. Ustvarjalci BreadTube na splošno objavljajo videoposnetke na YouTube, o katerih se razpravlja na drugih spletnih platformah, kot je Reddit. Ustvarjalci BreadTube pretakajo tudi v živo na Twitch.
Znano je, da ustvarjalci BreadTube sodelujejo v obliki "algoritemskega ugrabitve". Odločili se bodo, da se bodo osredotočili na iste teme, o katerih razpravljajo ustvarjalci vsebin z desničarsko politiko. To omogoča, da se njihovi videoposnetki priporočajo enakemu občinstvu, ki gleda desničarske ali skrajno desničarske videoposnetke, in s tem izpostavijo širše občinstvo njihovim perspektivam. Številni ustvarjalci vsebin BreadTube se financirajo z množičnim financiranjem, kanali pa pogosto služijo kot uvod v levičarsko politiko za mlade gledalce.

## Izvor
Izraz BreadTube izhaja iz knjige Osvojitev kruha Peter Kropotkin, ki razlaga, kako doseči anarho-komunizem in kako bi delovala anarho-komunistična družba.
Fenomen BreadTube sam po sebi nima jasnega izvora, čeprav so se številni kanali BreadTube začeli v prizadevanju za boj proti bojevnikom proti socialni pravičnosti in vsebinam nadomestne desnice, ki so postale priljubljene sredi leta 2010. Do leta 2018 so ti posamezni kanali oblikovali medsebojno povezano skupnost. Dve pomembni zgodnji BreadTubersi sta bili Lindsay Ellis, ki je leta 2015 zapustila Channel Awesome, da bi ustanovila svoj kanal kot odgovor na polemiko Gamergate, in Natalie Wynn, ki je leta 2016 začela svoj kanal ContraPoints kot odgovor na spletno prevlado alt-desnice na čas. Kot pravi Wynn, je izvor BreadTubea, alt-right, androosfere in incel mogoče zaslediti v novem ateizmu.

## Format
Videoposnetki BreadTube imajo pogosto visoko produkcijsko vrednost, vključujejo gledališke elemente in se predvajajo dlje kot običajni videoposnetki YouTube. Številni so neposredni odzivi na desničarska govora. Medtem ko so videoposnetki desničarskih ustvarjalcev pogosto antagonistični do svojih političnih nasprotnikov, si BreadTubers prizadevajo analizirati in razumeti argumente svojih nasprotnikov, pri čemer pogosto uporabljajo subverzijo, humor in "zapeljevanje". Mnogi želijo pritegniti širše občinstvo in doseči ljudi, ki še nimajo levičarskih stališč, namesto da bi "pridigali zboru". Videoposnetki se pogosto ne končajo s trdnim zaključkom, temveč spodbujajo gledalce, da na podlagi navedenega gradiva pridejo do lastnih zaključkov. Ker kanali BreadTube pogosto navajajo levičarska in socialistična besedila, da bi pojasnili svoje argumente, lahko to za svoje gledalce deluje kot uvod v levičarsko misel.

## Pomembni kanali
Vsebina BreadTube je v angleščini in večina BreadTube prihaja iz Združenih držav ali Združenega kraljestva. Izraz je neformalen in pogosto sporen, saj ni dogovorjenih meril za vključitev. Po poročanju The New Republic je leta 2019 pet ljudi, ki so najpogosteje omenjeni kot primeri, ContraPoints, Lindsay Ellis, Hbomberguy, Philosophy Tube in Shaun, medtem ko sta Kat Blaque in Anita Sarkeesian navedeni kot pomembni vplivnici. Ian Danskin (aka Innuendo Studios), Hasan Piker, Vaush, in Destiny so prav tako opisani kot del BreadTube. Več teh ljudi je zavrnilo oznako.

## Financiranje
Številni BreadTuberji se financirajo predvsem z mesečnimi donacijami na Patreonu in zavračajo prihodke iz oglaševanja in sponzorstev. Ker niso odvisni od takšnega dohodka, imajo BreadTuberji več svobode pri ustvarjanju kritične vsebine.

## Sprejem
Po poročanju The Conversation od leta 2021 ustvarjalci vsebin BreadTube "prejmejo na desetine milijonov ogledov na mesec in se v medijih in akademskih krogih vse pogosteje omenjajo kot študija primera deradikalizacije." Po poročanju The Independent so komentatorji BreadTube "dokaj uspešno poskušali posegati v pripoved o rekrutiranju desnice - dvigniti gledalce iz zajčje luknje ali jih vsaj preusmeriti v novo."